# Gouvernorat de Homs
Le gouvernorat de Homs est l'un des quatorze gouvernorats de Syrie ; il a pour capitale la ville de Homs.

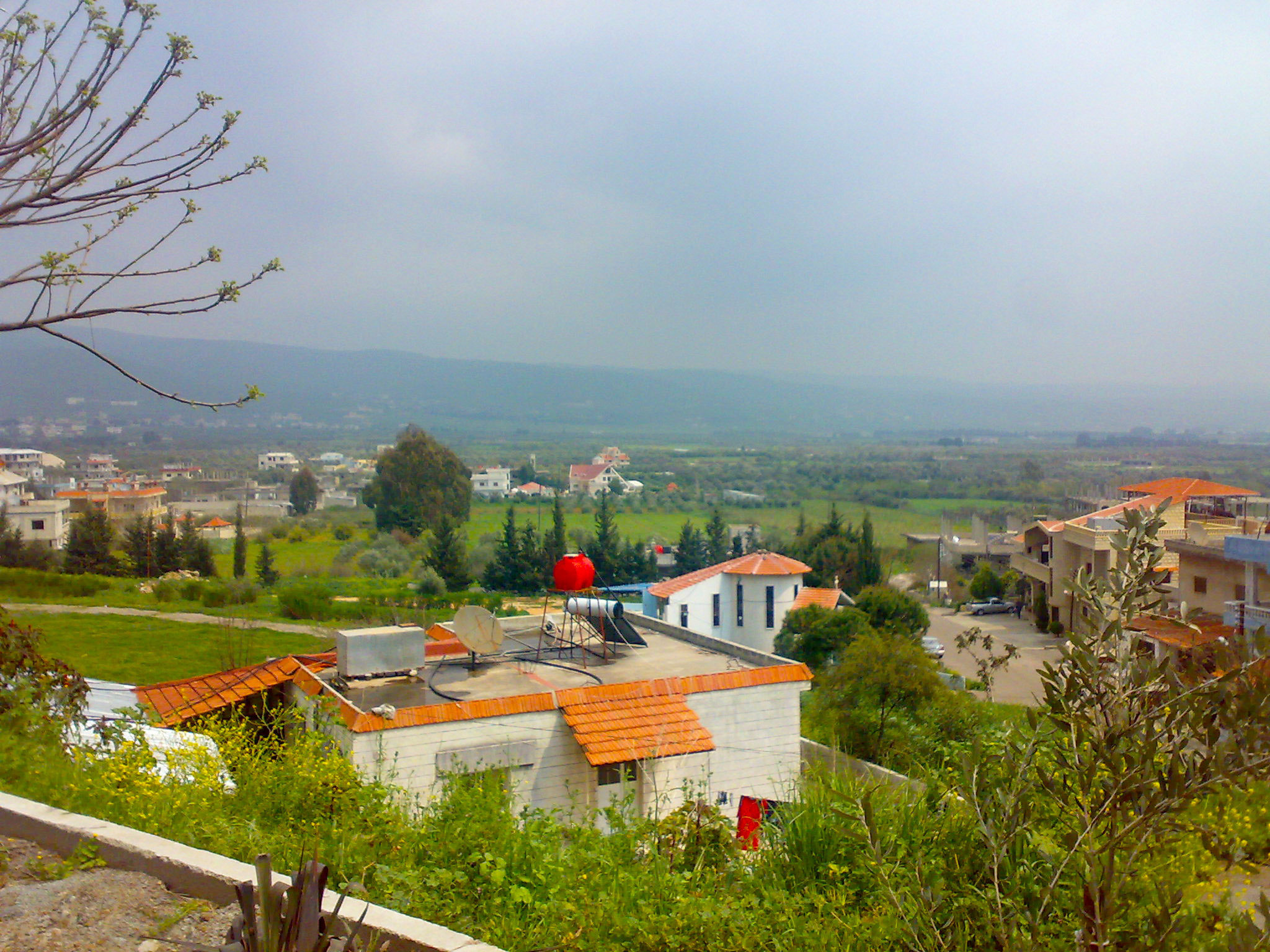
Al-Hawash, Homs dans le district de Talkalakh

## Districts
Le gouvernorat est divisé en neuf districts :
- Homs (capitale : Homs)
- Al-Mukharram
- Tadmor
- Rastane
- Qousseir
- Tell Kalakh